# Auto sacramental

Un auto sacramental désigne une pièce de théâtre espagnole basée sur une allégorie religieuse et ayant comme thème préféré le mystère de l'Eucharistie (exemple : Le Grand Théâtre du monde de Calderón de la Barca). Ces pièces ont été données du XVIe au XVIIIe siècle, jusqu'à leur interdiction en 1765.

## Histoire
L'auto était à l'origine une représentation théâtrale ayant aussi bien un contenu religieux que profane; au Moyen Âge, ils portaient le nom de mystères ou moralités; depuis la seconde moitié du XVIe siècle, on les appelle autos sacramentales.

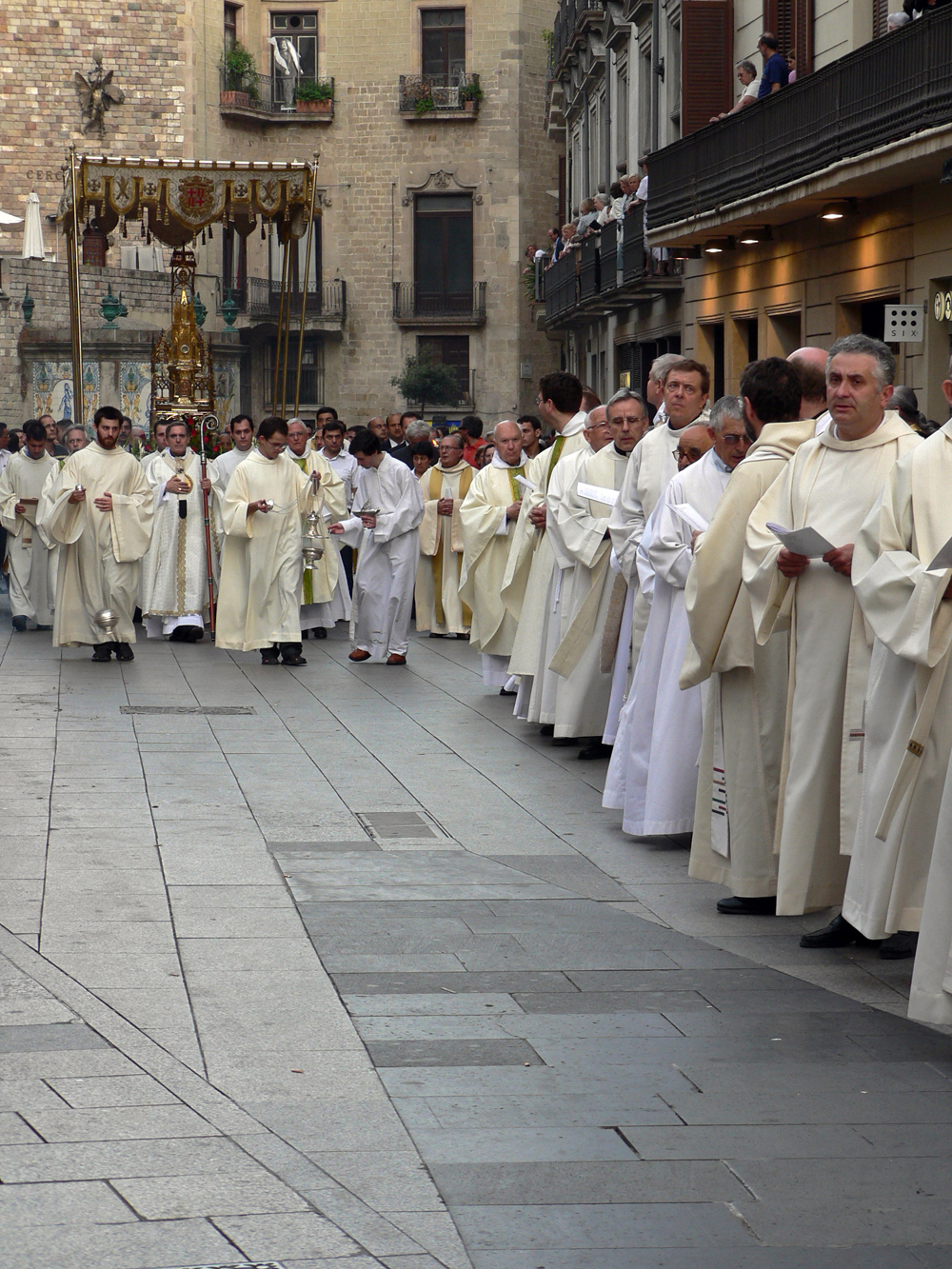
Fête-Dieu à Barcelone (2006)

Les autos sacramentales sont devenus de moins en moins narratifs. Pour respecter les directives de la contre-réforme du Concile de Trente, les dramaturges ont amplifié leurs contenus doctrinaux et allégoriques jusqu'à ce que Pedro Calderón de la Barca leur donne leur forme définitive au XVIIe siècle. Dans sa forme classique, l'auto sacramental présente une authentique psychomachie entre des personnages symboliques qui incarnent des concepts abstraits ou des sentiments humains et ce en utilisant un luxueux appareil scénique. Y sont exposées des idées allégoriques à caractère théologique ou philosophique. Les autos sacramentales célébrés le jour de la Fête-Dieu, étaient précédés par une procession qui parcourait les rues de la ville, dont les façades des maisons avaient été richement décorées. Les prêtres protégés par un dais, portaient l'hostie sainte dans un ostensoir, et faisaient des stations pour prier à des autels provisoires ornés, appelés reposoirs, disposés le long du parcours.
Pour trouver les premières pièces ayant une forme assez proche mais pas encore consacrée au thème du Corpus Christi de ces représentations allégoriques, il faut remonter à l’Auto de la Pasión de Lucas Fernández, composé vers 1500. Certaines innovations que Fernández introduit par rapport aux procédés de Juan del Encina, sont exploitées ensuite par Gil Vicente dans son Auto Pastoril Castelhano (1502) ; un pas de plus a été franchi par l'auteur portugais dans l’Auto de la sibila Casandra, dans lequel il renonce au respect des règles chronologiques. Enfin, selon l'hispaniste Ludwig Pfandl, les autos sacramentales sont :

« les uniques drames véritablement symboliques. Ils présentent la vie allégorique et, cependant, perceptible des sentiments, dans le cadre dogmatique du Catholicisme; ils contiennent le monde et la nature, les affects et les sentiments, l'intelligence, la volonté et l'imagination comme puissances de l'âme, l'histoire religieuse et profane, le passé, le présent et le futur comme partie de l'Église, souffrante, militante et triomphante, sous le toit protecteur de cette cathédrale d'idées; ils unissent l'univers et l'humanité dans une grande parabole. »

Il n'y a pas, à proprement parler, un auto sacramental consacré à la fête du Corpus Christi (Fête-Dieu) avant la Farsa sacramental de Hernán López de Yanguas (1520-1521) et une Farsa sacramental anonyme de 1521. Celle de López de Yanguas est une adaptation du drame liturgique de la Nativité à des fins eucharistiques. Elle a été représentée durant la fête du Corpus de cette année-là. De manière fondamentale, en 1551, le Concile de Trente, lors de sa XIIIe session du 11 octobre — avec une participation espagnole prédominante — recommande :

« Que soit célébrée la fête du Corpus comme manifestation du triomphe de la vérité sur l'hérésie et pour que soient confondus les ennemis du Sacrement qui voit l'allégresse universelle de l'église. »

En 1554 sont publiées de manière posthume les 28 œuvres de Diego Sánchez de Badajoz sous le titre Recopilación en metro. Dix d'entre elles sont destinées à être représentées le jour de la fête du Corpus : Farsa del Santísimo Sacramento, Farsa de la iglesia, etc. L'essor de l'auto sacramental se situe entre 1525 et 1550. Diego Sánchez de Badajoz déjà cité, est le premier à construire véritablement une action eucharistique, même s'il se limite à la raconter et ne fait pas intervenir de personnages allégoriques ; le jalon suivant est planté par l'Auto de los hierros de Adán du Códice de autos viejos, dans lequel l'unique personnage réel est Adam, qui est confronté à dix symboles personnifiés (le Libre arbitre, le Désir, le Travail, l'Ignorance, la Foi, la Sagesse, l'Espérance, la Charité, l'Erreur et la Miséricorde). L'énumération de ces personnages illustre la panoplie des rôles abstraits que va utiliser l'auto entre 1550 et 1650. À l'époque suivante, il faut souligner les noms de Juan de Timoneda, dont les pièces marquent un perfectionnement des anciennes farsas sacramentales et donnent l'élan définitif pour l'établissement du genre sacramental en Espagne. Viennent ensuite Lope de Vega, qui utilise la musique dans un but significatif et non plus simplement décoratif ; Antonio Mira de Amescua, Tirso de Molina, qui se situe dans une situation intermédiaire entre les premières phases de l'auto sacramental et l'étape de l'apogée de Calderón de la Barca, et José de Valdivielso ; ce sont tous des précurseurs du grand maître du genre, Pedro Calderón de la Barca. Postérieurement, une série d'écrivains ont cultivé encore l'auto sacramental, mais sans le même succès. Parmi eux, on peut citer Francisco Rojas Zorrilla, Agustín Moreto, Francisco Bances Candamo et sœur Juana Inés de la Cruz.
En 1762, José Clavijo y Fajardo dit que les autos sacramentales sont irrévérentieux et blasphématoires, et qu'ils portent atteinte aux « bonnes mœurs ». En 1764, Nicolás Fernández de Moratín met en doute les valeurs littéraires et doctrinales du genre et pose la question : « Est-il possible que le printemps parle ? Avez-vous entendu dans votre vie une parole de l'Appétit ?... » ; tout cela a conduit à leur interdiction par un décret royal du 11 juin 1765. Cependant, certains auteurs modernes, en particulier ceux de la Génération de 27 et leurs successeurs, ont essayé de revitaliser et ressusciter le genre : Rafael Alberti, avec El hombre deshabitado et Miguel Hernández, avec Quién te ha visto y quién te ve y sombra de lo que eras, ont écrit des autos sacramentales et plus récemment, Gonzalo Torrente Ballester.

## Classification desautos sacramentales
Selon Ignacio Arellano, on peut classer ces pièces en :
- Autos philosophico-théologiques : El gran teatro del mundo, El gran mercado del mundo.
- Autos mythologiques : El divino Jasón.
- Autos bibliques : La cena del rey Baltasar.
- Autos de circonstance : El Año Santo de Roma.
- Autos hagiographiques et mariaux : El santo rey don Fernando, A María el corazón.

## Auto sacramentalesnotables
- Anonyme
  - Auto de los Reyes Magos, XIIe siècle[2].
- Calderón de la Barca
  - No hay más fortuna que Dios, 1652-1653[3].
  - Le Grand Théâtre du monde (El gran teatro del mundo), composé dans les années 1630, publié en 1655.
  - Las Órdenes militares o Pruebas del Segundo Adán ; représentation en 1662, publication en 1677[4].
  - Mística y real Babilonia, 1662 [5].
- Álvaro Cubillo de Aragón
  - Auto sacramental de la muerte de Frislán[6].
- Antonio Coello
  - El Reyno en cortes[7].
- Lope de Vega
  - La adúltera perdonada, 1608.
  - El pastor lobo y cabaña celestial.
- Juan de Timoneda
  - Aucto de la Oveja perdida (Auto de la brebis perdue), 1558[8].